# Пленница (фильм, 1949)
«Пленница» или «Золотая клетка» (англ. Caught) — американский фильм-нуар, поставленный немецким режиссёром Максом Офюльсом в 1949 году по роману Либби Блок. Премьера состоялась 17 февраля 1949 года.

## Сюжет
Молодая модель Леонора Имс выходит замуж за мультимиллионера Смита Олрига. Хотя она настаивает, что выходила замуж по любви, всё указывает на то, что её сбили с толку: одержимый Олриг буквально держит её в плену в своём дворце. Леонора покидает дворец и устраивается секретарём к бедному доктору Ларри Квинаде. У них начинается роман. Но однажды, после одной ночи воссоединения с Олригом, Леонора понимает, что беременна…

## В ролях
- Джеймс Мэйсон — Ларри Квинада
- Барбара Бел Геддес — Леонора Имс
- Роберт Райан — Смит Олриг
- Фрэнк Фергюсон — доктор Хоффман
- Курт Бойс — Франци Картос
- Рут Брэйди — Мэксин
- Натали Шейфер — Дороти Дейл
- Арт Смит — психиатр
- Памела Мейсон — миссис Фуллер (в титрах не указана)